# ميخائيل س. مالين
ميخائيل س. مالين (بالإنجليزية: Michael C. Malin)‏ هو فيزيائي وعالم فلك أمريكي، ولد في 1950 في لوس أنجلوس في الولايات المتحدة.